# هوباردستون (ماساتشوستس)
هوباردستون (بالإنجليزية: Hubbardston, Massachusetts)‏ هي بلدة أمريكية تقع في الولايات المتحدة في مقاطعة ووستر (ماساتشوستس). يقدر عدد سكانها بـ 4,382 نسمة ومساحتها 108.7 كم2 وترتفع عن سطح البحر 303 متر.

## أعلام
- فريمان براون
- جوناس جيلمان كلارك